# Alerta com Sikêra Jr
Alerta com Sikêra Jr. é um programa jornalístico brasileiro da TV A Crítica. Estreou no dia 3 de junho de 2019 como Alerta Amazonas, junto com a programação independente da emissora, após desfiliar-se da Record.
Inicialmente era apresentado por Emanoel Cardoso e atualmente é comandado pelo Sikêra Júnior.

## História

Logotipo do programa usado até 2021

### Primeira fase
O programa era inicialmente apresentado por Emanoel Cardoso, ficando no comando da atração de 3 de junho até 22 de julho de 2019. Mantendo o formato do antecessor Cidade Alerta Amazonas, o programa trazia casos policiais, além de matérias sobre prestação de serviços e outros assuntos.

### Segunda fase
A partir do dia 23 de julho de 2019, o programa é reformulado, passando a ter a apresentação de Sikêra Júnior. Com um novo formato, além de focar em matérias policiais, o programa também passou a contar com reforços que muitas vezes protagonizam várias cenas pitorescas, principalmente durante a divulgação de produtos e apresentação de quadros, entre eles o Volta Pra Mim, se tornando popular nas redes sociais. Desde então, o programa se popularizou no Amazonas, chegando a atingir a liderança isolada no horário nobre, além de altos números de visualizações no YouTube e no streaming ACrítica Play.
Devido ao grande sucesso da atração do fim da tarde e também pela grande repercussão nas redes sociais, no dia 18 de dezembro de 2019, a RedeTV! anuncia a contração de Sikêra Júnior e de toda sua equipe para a produção de um programa nos mesmos moldes no fim da tarde, gerado diretamente dos estúdios do programa em Manaus, através de um acordo com a TV A Crítica. O novo programa, chamado Alerta Nacional, estreou em 28 de janeiro de 2020. Essa versão duraria até 17 de abril de 2023, uma vez que a RedeTV! decidiu rescindir o contrato com o apresentador titular, além de não renovar o contrato com a TV A Crítica para a transmissão nacional do programa.

### Terceira fase
No dia 18 de abril de 2023, o programa sofre uma nova reformulação e passa a ser denominado provisoriamente como Alerta (uma vez que entre 5 de maio de 2021 e 18 de abril de 2023, a TV A Crítica já usava o título Alerta ... devido à expansão do canal amazonense em partes do país), passando a ser exibido às 17h45min do horário do Amazonas.
Em 9 de maio, o programa ganha um novo cenário e pacote gráfico, passando a se chamar Novo Alerta. Um ano depois, o programa sofre uma nova mudança gráfica e passa a se denominar Alerta com Sikêra Jr.

## Apresentadores

### Atuais
- Sikêra Júnior (desde 2019)

### Eventuais
- Luiz Rodrigues (desde 2020)
- Alex Costa (desde 2023)

### Antigos
- Emanoel Cardoso (2019)
- Bruno Fonseca (2020)[8]
- Mayara Rocha (2019-2022)

## Personagens

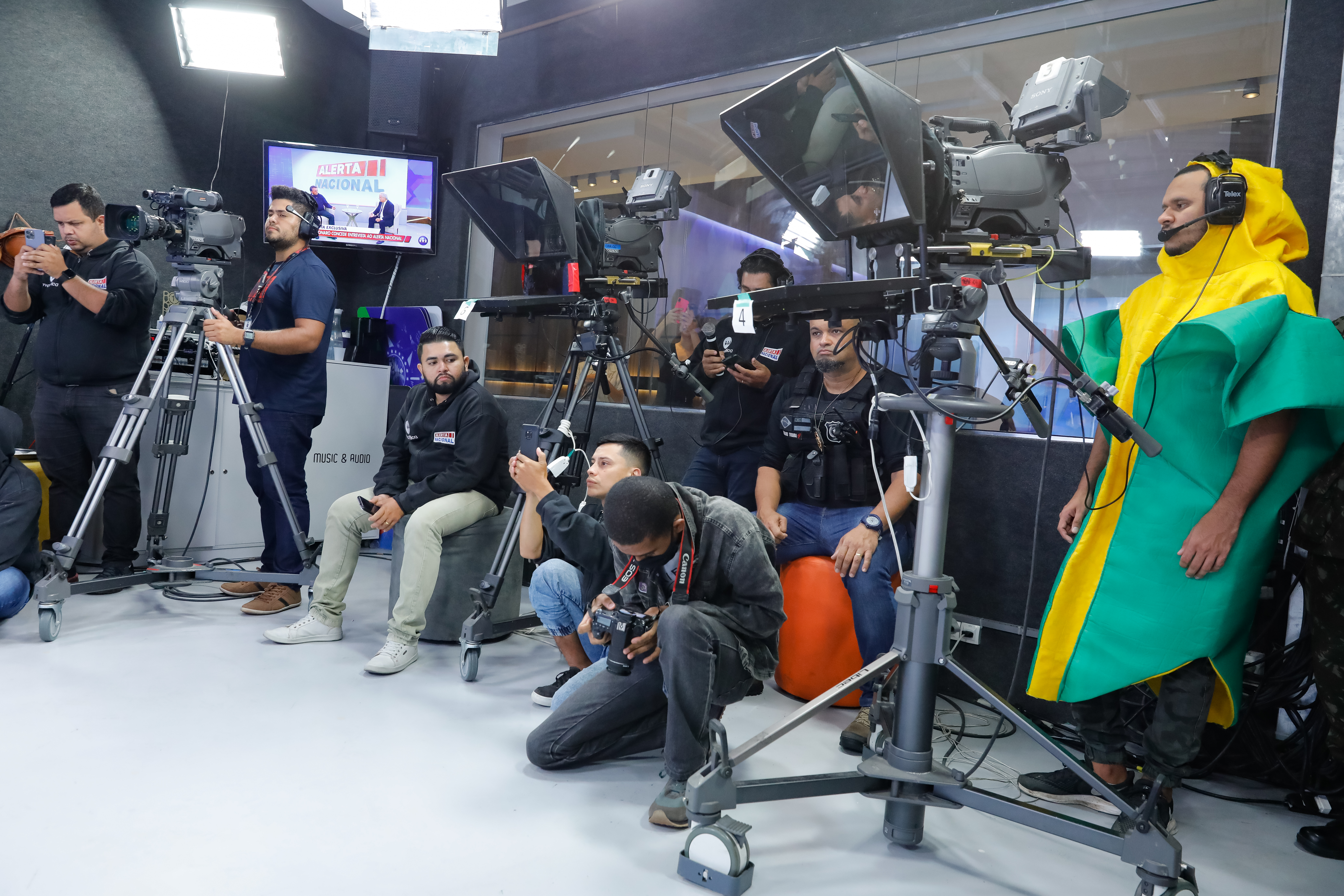
Elenco por trás das câmaras.

O elenco é formado pelos cinegrafistas e equipe de produção do programa.
- Jumento Órfão (Hudson Vieira): É um funcionário com uma cabeça de um jumento de borracha. Ele não possui jingle.[9] Seu perfil no Instagram é o @jumentoorfao com mais de 150 mil seguidores.
- Zé Ressaca (Júlio César): é um funcionário que de início sempre aparecia com um copo chopp nas mãos, o apelido se deu pelo seu rosto arredondado, sendo um rosto inchado características de um alcoólatra, que culminou no seu apelido. Ele possui jingle próprio e no Instagram sua conta oficial é @ze_ressaca com mais de 120 mil seguidores, ele ganhou um tratamento dentário completo no programa fornecido por um dos patrocinadores
- Thommy Gretchen (Israel Silva): É um dos cinegrafistas do programa que faz a paródia de Thammy Miranda.[9] Ele tem tema próprio, e se destaca pelas atuações artísticas de dança entre os momentos do programa, sendo o membro de menor altura da atração. O seu Instagram oficial é @tommygretchen_ e conta com mais de 340 mil seguidores. Ele também vive os personagens Senador DPVAT, paródia do político Randolfe Rodrigues e o Peroba, uma espécie de bicho-papão dos dias atuais, que recomenda que crianças tenham bons hábitos.
- Coringa da Amazônia (Jaílson Silva): É um outro membro do elenco que trabalha como cinegrafista e operador de grua, ele está atualmente na sua segunda passagem pelo programa, ele é o responsável por interpretar o personagem Coringa da Amazônia (outrora: Hiena do Amazonas),o apelido se deu por suas risadas histéricas em momentos muitas vezes não apropriado, o que torna a situação ainda mais engraçada para tanto quem assiste, quanto para os seus companheiros de estúdio, um de tantos talento descobertos por Sikêra Júnior. Após pedidos nas redes sociais da TV A Crítica o Coringa saiu dos trabalhos em outros programas da casa e retornou aos Alertas Nacional e Amazonas, é de longe um dos mais aclamados pela audiência. O seu Instagram conta com mais de 200 mil seguidores, @coringadaamazoniaoficial.
- Bispo Rodrigues (Luiz Rodrigues): É um dos repórteres da TV A Crítica, que junto a Mayara Rocha dividem as matérias que acontecem nas ruas de Manaus, produzidas para o programa no formato local e Nacional, é de ambos também o posto de substituto de Sikêra na apresentação do programa em suas viagens à negócios e período de férias. Além de cristão declarado o seu apelido se deve ao seu visual, similar a de um bispo de igrejas evangélicas que aparecem pela TV, a que se deve o seu apelido. Seu Instagram é @luizrodriguesam que já chegou a ser alvo de ataques hackers, de volta ao controle de sua conta ele tem mais de 20 mil seguidores.
- Mayara Rocha: É uma das repórteres responsáveis pela cobertura dos acontecimentos em Manaus, tendo entradas ao vivo das ruas da capital Manauara de forma mais frequentes no formato Nacional do programa, Mayara é uma das substitutas imediatas de Sikêra Júnior por quais quer que sejam os motivos assim como no caso do seu companheiro de TV A Critica, Luiz ''Bispo'' Rodrigues. Ela é uma das poucas integrantes do programa que ''escapa'' ao não ter um apelido. Seu Instagram é @mayararochatv com mais de 100 mil seguidores. 
Além desses personagens, também participam do programa as sátiras de personalidades famosas como, Vodu do Sertão, Delegado Tromba, Xunio, Gbiel, Repórter Pica-Pau, Pombuba,  Tiktanga e Masha.[9]

#### Antigos
- Samurai (Iago Oliveira) - Era uma paródia dos famosos guerreiros japoneses, onde sempre carregava uma espada, tinha um cabelo comprido e trajava roupas de estilo oriental, além de falar frases em japonês algumas vezes. Seu jingle era a música Samurai, de Michael Cretu.
- Toalha Podre (Enison Lima) - Era o famoso faz tudo do programa, já que sempre participava dos desafios do Sikêra graças a um coro puxado pela produção. Possuía jingle próprio e carregava uma toalhinha e em algumas ocasiões um cartaz com o slogan da TV A Crítica.
- Michelle Obama (Wallacy Bruno) - Era uma paródia da ex-primeira dama dos Estados Unidos, Michele Obama. Participava dos desafios do programa e possuía jingle próprio.
- Machadão do Alerta (Adriane Júnior): (paródia da política Fátima Bezerra)